# Barabás Samu
Barabás Samu (Papolc, 1855. november 14. – Papolc, 1940. november 18.) magyar történész.

## Élete
Iskoláit a harmadik elemi osztálytól, 1866-tól a sepsiszentgyörgyi református kollégiumban, majd 1870-től a székelyudvarhelyi református kollégium gimnáziumi osztályaiban folytatta, és 1876-ban ott érettségizett. Ezután a budapesti egyetem bölcsészhallgatója lett. Tanárai közül Salamon Ferenc és Szilágyi Sándor figyeltek fel rá. Tanári oklevelénak megszerzése után, 1881 és 1883 között a Theodor Sickel által vezetett Institut für österreichische Geschichtsforschung-ban tanult oklevéltant tanul. Ekkor között életre szóló barátságot Hodinka Antallal, Szalay Lászlóval és Károlyi Árpáddal.
Bécsből visszatérve Budapestre, 1883-tól az egyetemi könyvtár napidíjnoka, majd kisegítő tisztje volt. 1885-ben az Országos Levéltár hivataltisztjévé nevezték ki. Három évtizedes levéltári szolgálata alatt végigjárja a szakmai fokozatokat. 1888-tól fogalmazó, majd allevéltárnok, az Országos Levéltár erdélyi osztályának vezetője volt, végül 1909-től országos levéltárnoknak nevezték ki. Nyugdíjazásakor, 1915-ben Csánki Dezső országos levéltárnok előterjesztésére miniszteri osztálytanácsosi címet kapott.
A Magyar Történelmi Társulatnak 1881-től volt tagja, később választmányi tag segédtitkár, jegyző, 1899–1914 között pedig főtitkár volt. 1910-ben a MTA levelező tagjává választotta Akadémiai székfoglalóját 1914-ben tartotta Két hamis Frangepán-oklevél címen.
Történettudományi munkásságának középpontjában az Erdélyi Fejedelemség és a székelység története állt. A forráskritikát a bécsi történeti intézetben tanulta. Első tudományos munkái a Századokben és a Történelmi Tárban jelentek meg, 1880-tól kezdve. Mentora Szilágyi Sándor volt, aki rá bízta az 1883-ban kiadott I. Rákóczi György és a diplomácia folytatását . A téma folytatásaként az ugyancsak háromszéki származású Beke Antal a gyulafehérvári kanonokkal adták ki 1888-ban az I. Rákóczi György erdélyi fejedelem és a porta című munkát. Ugyancsak nagy hatással volt rá Thallóczy Lajos. Az 1890-es évektől közösen szerkesztették a Blagay család oklevéltárát (1897), majd a Frangepán család oklevéltárát (1910–1913).
Nyugdíjazása után, 1915-től fölkereste a Székelyföld jelentős gyűjteményeit. Csutak Vilmos, a Székely Nemzeti Múzeum igazgatójának barátsága jelentette számára a tudományossághoz való kapcsolódás lehetőségét. 1921-től maga is a múzeum igazgató-választmányi tagja lett. Végrendeletében oklevélgyűjteményét, irathagyatékát a Székely Nemzeti Múzeumra hagyta. Miután a múzeumot államosították, 1962 óta ezeket a Román Állami Levéltár Kovászna Megyei Fiókjában őrzik (amely ebben az évben jött létre).

## Művei
- Martinuzzi György életrajza. Pozsony-Budapest, 1886
- I. Rákóczi György és a porta, Levelek és okiratok. Szerk. Beke Antallal. Budapest, 1888
- A Blagay család oklevéltára. Budapest 1897. (Thallóczy Lajossal) REAL-EOD
- Zrínyi Miklós, a szigetvári hős életére vonatkozó levelek és okiratok. Budapest I-II., 1898-1899
- A római szent birodalmi gróf széki Teleki család oklevéltára. Budapest I-II., 1910-13 (Thallóczy Lajossal)
- A Frangepán-család oklevéltára. Budapest I-II., 1910-13. (Thallóczy Lajossal) I. REAL-EOD
- Székely oklevéltár, 1219-1776. Budapest, 1934
- Kéziratos munkája: Historia Hungariae et Transylvaniae ab anno 1526 usque ad annum 1741. A mű eleje és vége csonka, a 2427–2730 oldal az 1661–1716. évek történetével megvan az Országos Széchényi Könyvtár kézirattárában.